# António de Carvalho e Vasconcelos
António de Carvalho Coutinho e Vasconcelos (Cantanhede, 29 de março de 1827 — 1873) foi lente catedrático na Faculdade de Filosofia da Universidade de Coimbra, onde era professor de botânica. Grande proprietário agrícola, foi deputado, governador civil do distrito de Coimbra e diretor-geral da Instrução Pública.

## Biografia
Foi irmão de Matias de Carvalho e Vasconcelos (1832-1910), deputado, diplomata e ministro da Fazenda.